# Daan Vaesen
Daan Vaesen (Luik, 11 juli 1981) is een Belgisch voormalig voetballer. 

## Spelerscarrière
Hij startte zijn carrière in Tongeren bij FC Nerem en KSK Tongeren waar hij de jeugdopleiding doorliep en ook basisspeler was in de eerste ploeg. In 2003 werd hij getransfeerd naar Racing Genk. Hij kwam voor deze club enkele malen uit in het hart van de defensie, maar wegens te weinig speelkansen werd hij in het seizoen 2005-2006 overgenomen door neo-eersteklasser KSV Roeselare. Hier groeide hij tot een vaste waarde in de verdediging. Hij staat bekend als een harde verdediger met uitstekende fysieke capaciteiten. In 2008 verkaste Vaesen naar Sint-Truiden, waar hij de club aan de titel hielp in tweede klasse. In het seizoen 2009-2010 kwam hij op uitleenbasis uit voor OH Leuven.
In het seizoen 2010-2011 kreeg hij een tweejarig contract bij FCV Dender EH, waar hij uiteindelijk drie jaar speelde. In 2013 ging hij naar derdeklasser RC Mechelen, waarmee hij meteen de titel in derde klasse pakte. In het seizoen 2014-2015 trad hij met RC Mechelen aan in tweede klasse, maar de club moest vanwege financiële problemen na één seizoen al terug naar derde klasse. Vaesen tekende dan maar voor vierdeklasser KFC Duffel, waar hij in 2016 zijn carrière afsloot.
Vaessen behaalde zijn mastertitel bewegingswetenschappen in 2003 aan de Vrije Universiteit Brussel en ging na zijn sportloopbaan werken als docent.